# Реса
 Тази статия е за растителния орган.  За филипинската журналистка вижте Мария Реса.  
Реса̀, ко̀тенце (лат. amentum) – класовидно съцветие с тънка и гъвкава главна ос поради което често е клюмнало или увиснало. Цветовете са приседнали (без цветна дръжка), разположени нагъсто и обикновено са еднополови. След изпълняването на своята функция, ресите опадват – мъжките опадват след прецъфтяването, а женските след узряването на плодовете. Ресите обикновено се опрашват чрез вятъра, но понякога и от насекоми (например при върбата).
Сред растенията образуващи реси са върба, бреза, дъб, леска, елша, черница, топола и др.
|                                     |
| Мъжки реси на обикновен воден габър |

|                           |
| Млада мъжка реса на върба |

|                                  |
| Мъжки реси на сива върба с пчела |

|                      |
| женска реса на върба |

|                                |
| Мъжки реси на обикновена леска |